# Банани (фільм)
Банани (англ. Bananas) — американська комедія 1971 року, режисера Вуді Аллена.

## Сюжет
Філдінг Мелліш закоханий в політичну активістку Ненсі, яка не помічає його, тому що з головою занурена в революцію в одній з «бананових» республік під назвою Сан-Маркос. Вбравшись у форму а-ля Фідель Кастро і начепивши фальшиву руду бороду, Мелліш долучається до революційної боротьби і за збігом найбезглуздіших обставин стає президентом Сан-Маркос. Потім він повертається в Штати, його викривають як шахрая, судять за підривну діяльність і, на загальне задоволення, він одружується на Ненсі.

## У ролях
- Вуді Аллен — Філдінг Мелліш
- Луїза Лессер — Ненсі
- Карлос Монтальбан — генерал Еміліо М. Варгас
- Джакобо Моралес — Еспозіто
- Натівідад Абаскал — Іоланда
- Мігель Анхель Суарес — Луїс
- Девід Ортіс — Санчес
- Рене Енрікес — Діас
- Джек Аксельрод — Арройо
- Говард Коселл — грає самого себе
- Роджер Грімсбі — грає самого себе
- Дон Данфі — грає самого себе
- Шарлотта Рей — місіс Мелліш
- Стенлі Акерман — доктор Мелліш
- Ден Фрейзер — священик
- Марта Грінхаус — доктор Фейген
- Аксель Андерсон — людина яку катують
- Тайгер Перес — Перес
- Барон Де Бір — посол Великої Британії
- Артур Хьюз — суддя
- Джон Брейден — прокурор
- Тед Чепмен — поліцейський
- Дороті Фокс — Едгар Гувер
- Дагнія Крейн — Шарон
- Едді Барт — Пол
- Ніколас Саундерс — Дуглас
- Конрад Бейн — Семпл
- Еулоджіо Пераса — перекладач
- Норман Еванс — сенатор
- Боб О'Коннелл — людина ФБР 1
- Роберт Дадлі — людина ФБР 2
- Мерлін Хенгст — Норма
- Ед Кроулі — агент безпеки
- Бісон Керролл — агент безпеки
- Аллен Гарфілд — людина на хресті
- Принцесс Фатош — жінка вкушена змією
- Річард Келлін — продавець сигарет
- Хай Анзелл — пацієнт в операційній кімнаті

в титрах не вказані
- Ентоні Касо — чоловік в метро 2
- Мері Джо Кетлетт — жінка в фоє готелю
- Денні ДеВіто — чоловік в метро
- Інес Хеллендаль — покровитель
- Сільвестр Сталлоне — чоловік в метро 1